# Hendrix (Oklahoma)
Hendrix és un poble dels Estats Units a l'estat d'Oklahoma. Segons el cens del 2000 tenia 79 habitants.

## Demografia
Segons el cens del 2000, Hendrix tenia 79 habitants, 32 habitatges, i 24 famílies. La densitat de població era de 254,2 habitants per km².
Dels 32 habitatges en un 25% hi vivien nens de menys de 18 anys, en un 56,3% hi vivien parelles casades, en un 21,9% dones solteres, i en un 21,9% no eren unitats familiars. En el 21,9% dels habitatges hi vivien persones soles el 3,1% de les quals corresponia a persones de 65 anys o més que vivien soles. El nombre mitjà de persones vivint en cada habitatge era de 2,47 i el nombre mitjà de persones que vivien en cada família era de 2,76.
Per edats la població es repartia de la següent manera: un 22,8% tenia menys de 18 anys, un 1,3% entre 18 i 24, un 30,4% entre 25 i 44, un 27,8% de 45 a 60 i un 17,7% 65 anys o més.
L'edat mediana era de 42 anys. Per cada 100 dones de 18 o més anys hi havia 110,3 homes.
La renda mediana per habitatge era de 15.750 $ i la renda mediana per família de 16.563 $. Els homes tenien una renda mediana de 21.250 $ mentre que les dones 13.750 $. La renda per capita de la població era de 9.378 $. Entorn del 34,8% de les famílies i el 31,1% de la població estaven per davall del llindar de pobresa.

## Poblacions més properes
El següent diagrama mostra les poblacions més properes.